# Ceratozamia hondurensis
Ceratozamia hondurensis J.L. Haynes, Whitelock, Schutzman & R.S. Adams, 2008 è una pianta appartenente alla famiglia delle Zamiaceae, endemica dell'Honduras.

## Descrizione
Queste piante hanno un portamento arbustivo, con un fusto di 15–25 cm ricoperto da catafilli di forma triangolare e di colore marrone rossiccio.
Le foglie sono lunghe 1,4-2,8 m; quelle più giovani hanno un colore chiaro e sono ricoperte da una leggera peluria, mentre quelle più vecchie sono glabre e di colore verde scuro. Le foglioline, leggermente asimmetriche all'apice, sono lunghe 24–30 cm e larghe 9–13 cm; ogni pianta ne possiede da 6 a 16 paia, e sono disposte sul rachide in modo alternato vicino alla base e opposto sull'apice. Il picciolo è dotato di spine sparse nella zona basale.
È una specie dioica, con coni maschili fusiformi lunghi 27–35 cm e di 4–5 cm di diametro. I coni femminili sono lunghi 18–21 cm e larghi 10-12,5 cm. Entrambi sono provvisti di un peduncolo tomentoso. Tanto i macrosporofilli quanto i microsporofilli sono disposti a spirale sui rispettivi coni, e presentano due caratteristiche proiezioni cornee all'apice.
I semi hanno una forma globosa; sono lunghi 2–2,5 cm e sono ricoperti da un tegumento inizialmente bianco, che diviene bruno a maturità.

## Distribuzione e habitat
Questa specie è diffusa nelle foreste della Cordillera Nombre de Dios, nel dipartimento di Atlántida, in Honduras.
Cresce tra i 20 e i 600 metri di altitudine, nel sottobosco delle foreste tropicali. Predilige terreni ricchi di humus composti da roccia granitica, e quindi in prevalenza acidi.

## Tassonomia
Fa parte del complesso Ceratozamia miqueliana, un gruppo di specie con caratteristiche simili, che comprende C. miqueliana, C.becerrae, C.euryphyllidia, C.hondurensis, C.whitelockiana e C.zoquorum.

## Conservazione
A causa della sua bellezza, questa specie è oggetto di una forte domanda sul mercato illegale di piante tropicali. Un'ulteriore minaccia deriva dalla distruzione dell'habitat sia da parte dell'uomo che da parte degli agenti atmosferici più violenti come gli uragani, piuttosto frequenti in questa zona. Per questi motivi è una specie a grave rischio di estinzione.